# Jorge Lasserre
Jorge Lasserre Lafontaine (1925-2008) fue un jinete, criador y dirigente de rodeo chileno, presidente de la Federación del Rodeo Chileno desde 1972 hasta 1976. De profesión ingeniero civil, fue un destacado empresario que desarrolló obras civiles de gran envergadura en Chile.
Nació en Cañete en septiembre de 1925. Su padre, que era un vasco de origen francés que había llegado niño a Chile, murió cuando tenía apenas 7 meses. Sus estudios los inició como interno en el Colegio San Ignacio de Santiago y después pasó a los institutos Luis Campino e Internado Nacional Barros Arana. En 1951 se recibió de ingeniero civil en la Universidad de Chile. Un año antes ingresó a CORFO, donde se hizo cargo de diversos proyectos en la Provincia de Arauco. Sus primeros rodeos fueron en Cañete, corrió durante siete temporadas. Posteriormente continuó corriendo en distintos lugares y además se convirtió en criador.

## Criador
Una vez titulado como ingeniero civil se incorporó al club Traiguén. En esos tiempos arrendaba los fundos San José y Trigal y corría con su empleado Juan Pérez. Ahí comenzó a destacar en rodeos llegando incluso a participar en el Campeonato Nacional de Rodeo.
Posteriormente ingresa al Club de Yerbas Buenas, del que llegaría a ser Presidente. En 1963 compra el fundo San Agustín. Contrata a Sergio Bustamante y su campo se convierte en "epicentro" del rodeo. Allí también instala su Criadero Trongol, que en idioma mapuche significa "piedra grande" y que iniciara con una yegua, ya recibido de Ingeniero. Lo forma con las hijas del Cinturón, propiedad de César Rosas, las yeguas Cuartana y Modesta. En pocos años se convertiría en uno de los criadores más importantes de Chile

## Dirigente
Fue miembro del directorio de la Federación del Rodeo Chileno desde 1967 a 1985 y presidente de la federación entre 1972 y 1976. Fue uno de los dirigentes más influyentes ya que fue el artífice del actual reglamento del rodeo y gracias a este reglamento se realizó la profesionalización de los jurados en el rodeo. El presidente de la federación lo designó a él junto con Ramón Cardemil y Hernán Anguita para que dicten el curso de jurados de rodeo. Cuando dejó el directorio fue designado dirigente honorario de la federación.
Jorge Lasserre Lafontaine murió en la mañana del 7 de enero de 2008 en su casa de Curacaví. A su funeral asistieron miles de personas del ambiente corralero, además de las máximas autoridades que regían el tradicional deporte. El entonces presidente de la federación, Pablo Baraona, se refirió a su despedida como: "Fue realmente un poco como él vivió; bien acampado y con un hoyo en la tierra a pesar de todas sus capacidades, su intelectualidad, su inteligencia y todo lo que dio por nosotros, por el rodeo, por lo que formó".